# Valle de San Juan
Valle de San Juan là một khu tự quản thuộc tỉnh Tolima, Colombia. Thủ phủ của khu tự quản Valle de San Juan đóng tại Valle de San Juan Khu tự quản Valle de San Juan có diện tích 198 ki lô mét vuông. Đến thời điểm ngày 28 tháng 5 năm 2005, khu tự quản Valle de San Juan có dân số 4999 người.